# Star Trek (відеогра, 1971)
Star Trek - текстова відеогра у жанрі стратегії заснована на телесеріалі Стар Трек та випущена в 1971 році. У ній, гравець контролює космічний корабель Ентерпрайз з завданням знайти і знищити флотилію клінгонських кораблів у певний відрізок часу.